# Melanorivulus dapazi
Melanorivulus dapazi, es un pez actinopeterigio de agua dulce, de la familia de los rivulines.
Su nombre dapazi deriva de Ricardo Campos da Paz, científico que primero recolectó esta especie.
Se diferencia de otras especies de este género por tener una aleta anal con una raya anaranjada distal y la aleta caudal con la región marginal naranja oscuro con el contorno ventral negro en machos. Se distingue de todas las demás especies de la cuenca Paraná-Paraguay por la combinación de las siguientes características: flanco con líneas rojas y flanco con franja gris oscuro a lo largo de la línea media. La longitud máxima descrita es de tan solo 3,2 cm en machos y 2,5 cm en hembras.

## Distribución y hábitat
Se distribuye por América del Sur en la cebecera del río Correntes, un afluente de la cuenca del río Paraguay en el centro de Brasil. Habita arroyos de agua tropical, con comporatmiento pelágico.